# Konstkniv
En konstkniv är en kniv utformad med stor konstnärlig frihet. Avsett som ett samlarobjekt i första hand, snarare än som brukskniv.